# Maurice Brunner
Maurice Brunner (* 29. Januar 1991 in Männedorf) ist ein Schweizer Fussballspieler, der beim FC Zürich, FC Vaduz, FC Winterthur und FC Biel-Bienne unter Vertrag stand. Aktuell spielt er für den FC Stäfa.

## Karriere

### Vereine
Seine Jugendkarriere durchlief Brunner beim FC Stäfa und wechselte später in die Nachwuchsabteilung des FC Zürich. Dort spielte er ab 2008 in der U-21-Mannschaft des Vereins, bevor er 2010 seinen ersten Profivertrag unterschrieb. Im August 2011 gab er beim Rückspiel in der dritten Qualifikationsrunde der UEFA Champions League gegen den FC Bayern München sein Profidebüt. Er wurde in der 65. Spielminute beim Stand von 0:1 für Dušan Đurić eingewechselt. In der Meisterschaft kam er am 9. Spieltag bei der 1:3-Niederlage gegen den FC Luzern zu seinem Debüt. In der 80. Spielminute wurde er für Oliver Buff eingewechselt. In der folgenden Saison wurde er für die Hinrunde an den FC Winterthur ausgeliehen, wo er in sieben Spielen ein Tor erzielte.
Auf die neue Saison 2015/16 wechselte er zum FC Biel-Bienne, wo er zu insgesamt 25 Einsätzen in der Challenge League kam und dabei drei Tore erzielte.
Am 13. Juni 2016 gab der FC Vaduz bekannt, dass man Brunner für drei Jahre bis zum Sommer 2019 verpflichtet habe. Sein Pflichtspieldebüt gab er am 30. Juni 2016 im Hinspiel der ersten Qualifikationsrunde der UEFA Europa League 2016/17 gegen Sileks Kratovo (3:1). Sein erstes Tor erzielte er im gleichen Wettbewerb, im Rückspiel der zweiten Qualifikationsrunde gegen den FC Midtjylland (2:2) am 21. Juli 2016.
Zur Saison 2019/20 beendete Brunner seine Karriere auf höchstem Niveau und ging für eine halbe Saison weiter zum FC Rapperswil-Jona. Im Sommer 2020 beendete Brunner seine Profi-Karriere im Alter von 29 Jahren.
In der Saison 2024/25 gab Brunner sein Comeback für seinen Jugendklub FC Stäfa, der in der regionalen 2. Liga spielt.

### Nationalmannschaft
Im Oktober 2011 wurde Brunner für das U-20-Freundschaftsspiel gegen Deutschland aufgeboten. Das Spiel ging mit 1:4 verloren, und Brunner wurde dabei in der zweiten Halbzeit für Simon Grether eingewechselt.

## Titel und Erfolge
FC Zürich
- Schweizer Cupsieger: 2014

FC Vaduz
- Liechtensteiner Cupsieger: 2017, 2018, 2019